# بیمارستان ۵۷۳۵۷
بیمارستان ۵۷۳۵۷ (به انگلیسی: 57357 Hospital) بیمارستانی در مصر است که در ۲۰۰۷ میلادی ساخته شد.